# William Colgate
William Colgate (25. ledna 1783 Hollingbourne v Kentu – 25. března 1857 v New Yorku) byl americký průmyslník.
Vypracoval se z dělníka v továrně na výrobu mýdla na bohatého podnikatele v průmyslu s toaletními potřebami.
Byl aktivním členem baptistického církevního sboru a proslul jako mecenáš charitativních a vzdělávacích organizací. Podporoval například American Bible Society, American Bible Union (jejímž byl spoluzakladatelem), Hamilton Literary and Theological Institution či Madison University.